# Cat Rapes Dog
Cat Rapes Dog ist eine schwedische Electropunk-, EBM- und Heavy-Metal-Band, die 1984 von Joel Rydström und Magnus Fransson gegründet wurde.

## Geschichte
Zu Beginn veröffentlichte die Band in Eigenregie einige Alben auf Kassetten, kurz darauf auch ein Kassetten-Album und Vinyl-Singles über das schwedische Label Front Music Production.
Zwischen 1989 und 1991 veröffentlichte Cat Rapes Dog drei Studioalben über das belgische Independent-Label KK Records, das sich auf EBM- und Industrial-Projekte (wie zum Beispiel Front Line Assembly oder Vomito Negro) spezialisiert hatte. Weitere Alben von Cat Rapes Dog folgten später über die schwedischen Labels Energy Rekords (Die Krupps, VNV Nation, Front 242), Subspace Communications (Covenant, Apoptygma Berzerk) und 2013 über das kanadische Label Artoffact Records. Zusätzlich erschienen über die oben genannten Labels auch retrospektive Kompilationen.

## Diskografie

### Alben
- 1986: Cat Rapes Dog (MC)
- 1987: Nekronomikon (MC)
- 1987: Property Produces Bodily Injury (MC)
- 1989: Maximum Overdrive
- 1990: God, Guns & Gasoline
- 1991: Superluminal
- 1993: Schizophrenia
- 1993: Moosehair Underwear
- 1995: Biodegradable
- 1995: Fuck Nature
- 1995: More Than You Bargained For
- 1998: The Secrets of God
- 1999: People as Prey
- 2013: Life Was Sweet

### Singles und EPs
- 1989: Columna Vertebralis
- 1998: Down & Out
- 1990: American Dream (7")
- 1990: Chuckahomo Bridge (12")
- 1990: Fundamental (12")
- 1990: Madman / True Love (7")
- 1991: I Sometimes Wish I Was Famous (ein schwedisches Depeche-Mode-Cover-Album, Cat Rapes Dog steuerte den Track Something to Do mit leicht abgeändertem Text bei)
- 1991: The Banzai Beats
- 1991: Superluminal
- 1992: Trojan Whores
- 1993: Moosewear
- 1994: Nej till EU
- 1994: Sucking Dry
- 1995: Motörhead Tribute (ein skandinavisches Motörhead-Cover-Album, Cat Rapes Dog steuerte den Track Deaf Forever bei)
- 1998: Motorman
- 1998: Workers of the World
- 2003: Miaow at the Moon

## Remixe für andere Künstler
- 1999: Das Ich – Gottes Tod
- 2008: Sara Noxx – Earth Song (feat. Project Pitchfork)
- 2012: Atari Cowboy – Autotune Your Life
- 2012: Atari Cowboy – Never Follow Anything